# Santa Cecilia del Alcor
Santa Cecilia del Alcor település Spanyolországban, Palencia tartományban. Santa Cecilia del Alcor Palencia, Dueñas, Quintanilla de Trigueros, Ampudia, Pedraza de Campos és Autilla del Pino községekkel határos. Lakosainak száma 92 fő (2024).

## Népesség
A település népessége az elmúlt években az alábbi módon változott:
| Lakosok száma | 162  | 152  | 150  | 142  | 132  | 127  | 121  | 118  | 105  | 92   |
|               | 2001 | 2004 | 2007 | 2009 | 2012 | 2014 | 2017 | 2019 | 2022 | 2024 |